# 2131 Mayall
2131 Mayall è un asteroide della fascia principale. Scoperto nel 1975, presenta un'orbita caratterizzata da un semiasse maggiore pari a 1,8873594 au e da un'eccentricità di 0,1110190, inclinata di 33,99069° rispetto all'eclittica.
L'asteroide è dedicato all'astronomo statunitense Nicholas Mayall.
Nel 2009 ne è stata ipotizzata la probabile natura binaria, senza tuttavia assegnare un nome pur provvisorio al satellite. Le due componenti del sistema, distanti tra loro 18 km, avrebbero dimensioni di circa 8,2 e 2,46 km. Il satellite orbiterebbe attorno al corpo principale in 23,48 ore.